# Assembleia Legislativa de Mato Grosso
Assembleia Legislativa de Mato Grosso é o órgão de poder legislativo do estado de Mato Grosso, exercido através dos deputados estaduais. Localiza-se na Av. André Antônio Maggi - nº 06 - Centro Político Administrativo, em Cuiabá. Conta com 24 deputados estaduais eleitos pelo voto direto.

## Histórico
Instalada em 3 de julho de 1835, ficou definido que o parlamento da província seria composto de 20 deputados com mandatos de dois anos e as sessões teriam duração de dois meses. As primeiras leis versavam sobre a administração e segurança pública, incentivos a agropecuária, exportação e importação, sanção e proteção aos escravos, colônias indígenas, orçamentos municipais e a preservação o meio ambiente. 
A primeira sessão aconteceu em três de julho de 1835, no casarão Pedro Celestino, esquina com a rua Campo Grande. Neste local, a Assembleia Legislativa abrigou deputados estaduais por 102 anos e no Plenário foram aprovadas as Constituições de 1891 a 1935. 
Após o período do Estado Novo de 1937 a 1945, o Poder Legislativo foi fechado, sendo reaberto em 29 de março de 1947, em um espaço cedido pelo Tribunal de Justiça, na Avenida Getúlio Vargas. Ali, permaneceu por 25 anos. Durante esse período foram discutidas e promulgas as Constituições de 1947, 1967 e 1969. 
Projetada para ser um espaço próprio, em 1972 a Assembleia Legislativa de Mato Grosso passou a funcionar em nova sede, na Rua Barão de Melgaço – Praça Moreira Cabral, onde foi promulgada a Constituição 1989 e funcionou até 2005.
Para atender as novas demandas, em 2005 o Centro Político Administrativo da Capital passa a abrigar o Poder Legislativo Estadual em um novo prédio onde permanece ate os dias de hoje.

## Mesa Diretora (2023-2025)
- Biênio 2023/2025[4]

| Cargo               | Nome             | Partido      |
| ------------------- | ---------------- | ------------ |
| Presidente          | Eduardo Botelho  | União        |
| 1.° Vice-presidente | Janaína Riva     | MDB          |
| 2.° Vice-presidente | Wilson Santos    | PSD          |
| 1.° Secretário      | Max Russi        | PSB          |
| 2.° Secretário      | Valdir Barranco  | PT           |
| 3.° Secretário      | Gilberto Cattani | PL           |
| 4.° Secretário      | Valmir Moretto   | Republicanos |

## Deputados (2023-2027)
Os 24 deputados estaduais eleitos nas eleições de 2022 foramː
| Deputado                  | Partido      | Votação      |
| ------------------------- | ------------ | ------------ |
| Janaína Riva              | MDB          | 82.124 votos |
| Max Russi                 | PSB          | 70.328 votos |
| Eduardo Botelho           | União        | 51.998 votos |
| Nininho                   | PSD          | 50.875 votos |
| Lúdio Cabral              | PT           | 47.533 votos |
| Gilberto Cattani          | PL           | 44.705 votos |
| Dilmar Dal Bosco          | União        | 42.156 votos |
| Sebastião Machado Rezende | União        | 36.919 votos |
| Júlio Campos              | União        | 33.800 votos |
| Thiago Silva              | MDB          | 30.506 votos |
| Faissal                   | Cidadania    | 30.240 votos |
| Fabinho                   | PSB          | 29.709 votos |
| Valdir Barranco           | PT           | 29.359 votos |
| Carlos Avalone            | PSDB         | 26.594 votos |
| Beto Dois a Um            | PSB          | 26.462 votos |
| Cláudio Ferreira          | PRD          | 26.234 votos |
| Diego Guimarães           | Republicanos | 25.907 votos |
| Dr. Eugênio               | PSB          | 25.378 votos |
| Valmir Moretto            | Republicanos | 25.207 votos |
| Dr. João                  | MDB          | 24.957 votos |
| Paulo Araujo              | PP           | 24.551 votos |
| Wilson Santos             | PSD          | 23.446 votos |
| Elizeu Nascimento         | PL           | 22.415 votos |
| Juca do Guaraná           | MDB          | 20.723 votos |